# Entorno virtual
Un entorno virtual (EV) (Virtual Environment o VE en inglés), se puede definir  como el entorno generado por computadora (usual o idealmente en tiempo real) en el cual el usuario puede moverse e interactuar con los objetos digitales que lo conforman, un entorno que se puede recorrer, modificar o transformar según las acciones del usuario.
Así, el entorno virtual resulta un modelo computacional simulado diseñado para promover la interacción con el nivel cognoscitivo humano. Como entorno creado por el hombre, puede contener objetos que representan entidades verdaderas (reales) o abstractas que tienen una representación física simulada. Por definición, esta representación amplía el alcance limitado que aporta, según las técnicas tradicionales, la visualización, ya que incluye todos los sentidos humanos y no solo la visión.
La creación de mapas cognoscitivos –representaciones mentales de la disposición del entorno– puede potenciarse mediante la representación de mapas, pudiendo entenderse el mapa como una metáfora del conocimiento espacial del entorno. Los entornos virtuales introducen una metáfora sin interfaz, ya que eliminan la mediación entre la interacción y la representación espacial. Con este enfoque, el mapa virtual es la interfaz a través de la cual se construye el conocimiento sin mediación inductora, sino a través de la exploración de la información.

## Contexto
El entorno virtual es un concepto que evolucionó del término realidad virtual, que fue introducido por los pioneros Myron Krueger y Jaron Lanier. La idea fundamental que originó la realidad virtual fue, de hecho, introducida por Ivan Sutherland, en un artículo de 1965, "The Ultimate Display", en el que tuvo la visión de la computadora como un "espejo de un país de las maravillas matemático", donde el comportamiento de los objetos no tendrían que seguir las propiedades físicas que se encuentran en la naturaleza. La experiencia con la última pantalla sería una experiencia sensorial completa que incluye la visión, el oído, el tacto, el olfato y el gusto.
En entornos virtuales clásicos, los sistemas sensoriales y motores del usuario están conectados a la computadora a través de sensores y efectores. Para generar los estímulos sensoriales, se utilizan sistemas de simulación de propósito especial, que ya son capaces de reproducir imagen y sonido en tiempo real, tridimensional y emulación del comportamiento real del elemento (force feedback), pero con limitaciones para los otros sentidos. Estos efectores se utilizan junto con seis grados de libertad (x, y, z) y guiñada, cabeceo, balanceo (yaw, pitch, roll), sensores de seguimiento que, en conjunto, crean una sensación subjetiva de presencia muy atractiva. Esta descripción constituye lo que generalmente se llama entorno virtual inmersivo.
La perspectiva de inmersión se demostró como inadecuada para la tecnología de vanguardia, y algunos problemas aún persisten. Esto condujo al surgimiento de la realidad aumentada. En los sistemas de realidad aumentada, los entornos virtuales y reales se combinan para formar un entorno único que se muestra al usuario. Por lo general, consiste en una pantalla transparente donde la información del mundo real (generalmente obtenida por cámaras de video) y del mundo digital (procedente de los sistemas computacionales) se superponen. La realidad aumentada aparece como un concepto opuesto a la realidad virtual, porque en la realidad aumentada, el usuario no está dentro de una realidad computacional simulada, sino que aumenta el mundo real con datos superpuestos.
Con la evolución de una Internet que permite aumentar el ancho de banda, el campo del entorno virtual ha sufrido una redirección, y el enfoque vuelve a ser la representación visual respaldada por la  disponibilidad de una gran cantidad de contenido de una muy alta calidad. En los últimos años, ha habido otra gran revolución en este campo, con profundas implicaciones en la representación geográfica: la aparición de representaciones virtuales tridimensionales de la superficie de la tierra, accesible a través de Internet (p. ej., Digital Earth y Google Earth).

## Rendimiento gráfico
Para proporcionar un medio exploratorio, los resultados del movimiento (o acciones) del usuario tienen que ser casi inmediatos. El rendimiento en tiempo real se alcanza cuando la escena gráfica se procesa a una velocidad de al menos 10 imágenes por segundo.
Los objetos que pueblan el entorno virtual se describen en un espacio tridimensional (geografía). Cualquier objeto tridimensional está formado por puntos y polígonos, con varias propiedades de comportamiento y apariencia. Debido a la variabilidad de la complejidad de las escenas virtuales, el rendimiento gráfico generalmente se expresa en polígonos renderizados por segundo.

## Nivel de detalle
Al ser limitado el número de polígonos que se pueden representar en tiempo real, existe una técnica llamada nivel de detalle (LOD - level of detail), que se usa para administrar la complejidad de la escena dependiendo de la posición del observador. El objetivo es maximizar la calidad de la imagen mientras se mantiene la frecuencia de imágenes (frames) suficiente para realizar un recorrido inmersivo, sabiendo que el tamaño del triángulo y la resolución de la textura deberían variar inversamente con la distancia al punto de vista.
Los algoritmos de LOD para la representación de grandes superficies de terreno a menudo se basan en representaciones de árbol cuadrangular tanto para el terreno como para las texturas. Generalmente, varias representaciones diferentes son precalculadas, almacenadas en el disco y cargadas según sea necesario.

## Refinamiento sucesivo
Cuando, debido a su naturaleza, los objetos no pueden precalcularse, se utiliza otra técnica llamada "refinamiento sucesivo". En este caso, cuando el usuario está interactuando con el objeto, solo se muestra una representación aproximada, y el nuevo modelo se calcula sobre la marcha. Cuando el sistema está inactivo, los recursos del sistema se usan para refinar la representación del objeto. En el caso de las representaciones de terreno, es común usar una técnica matemática llamada descomposición wavelet  para permitir actualizaciones de multirresolución.

## SIG virtual
La idea de los SIG virtuales es la integración de la funcionalidad GIS (consultas espaciales y análisis) en un entorno virtual. La capacidad inherente de los entornos virtuales para producir mapas virtuales cognitivos lo convierten en una plataforma apropiada para la exploración espacial. Mallas regulares / jerárquicas o redes triangulares irregulares (TIN) de datos altimétricos, obtenidos de modelos digitales de elevación, con texturas superpuestas, usualmente derivadas de fotografías aéreas, imágenes satelitales o capas GIS más abstractas (uso del suelo, vientos, vegetación, aspecto) constituyen el elemento más fundamental de cualquier entorno virtual.

## Entornos virtuales colaborativos
El uso de entornos virtuales distribuidos para el trabajo colaborativo asistido por computadora constituye un entorno virtual colaborativo. Hay un acceso multiusuario simultáneo y representación en el entorno virtual compartido. En este entorno simulado en red, dos o más usuarios manipulan pantallas visuales e intercambian información a través de contenido rico en multimedia. Esta evolución del concepto original ha encontrado una base sólida en las ciencias ambientales y la planificación urbana, campos que normalmente son los principales usuarios de SIG.